# 樂樂養雞場
樂樂養雞場是位於屏東縣枋寮鄉水底寮的養雞場，2015年由民主進步黨屏東縣議員周碧雲及其前夫郭振堂設立經營，飄散雞屎味惡臭而多次遭水底寮居民抗議，2019年12月11日因違反《畜牧法》被屏東縣政府撤銷執照。
2016年行政院農業委員會認定樂樂養雞場將同一座養雞場分別登記成五座養雞場藉此規避環保設施，此行為明顯違法。屏東縣政府在2017年6月28日派遣稽查人員進行複查時，樂樂養雞場業主郭振堂拒絕開門接受複查並通過電話辱罵稽查人員。2018年3月28日臺灣屏東地方檢察署發布新聞稿正式對郭振堂提起公訴，同年6月10日臺灣屏東地方法院依照《中華民國刑法》第140條侮辱公務員罪裁罰郭振堂拘役30天。
2016年6月樂樂養雞場因為爆發甲型流感病毒H5N1亞型導致40,864隻雞被撲殺，枋寮鄉代表林文央與當地百位民眾前往養雞場舉行清淨法會進行抗爭。
前時代力量黨主席黃國昌任職時代力量立法委員期間，二度親赴水底寮聲援抗議居民，並向監察院檢舉屏東縣政府包庇樂樂養雞場。2019年5月28日，黃國昌說，周碧雲是中國國民黨屏東縣議會議長周典論的姪女，屏東縣政府對周家貪腐濫權行為噤聲。2019年12月3日屏東縣議會總質詢，周碧雲為樂樂養雞場案飆罵屏東縣政府農業處處長黃國榮。
2021年9月1日監察院認定周碧雲假借議員職權圖利自家事業，違反《公職人員利益衝突迴避法》第12條，裁處罰鍰新臺幣60萬元，周碧雲不服監察院裁罰提起訴願，2022年6月13日監察院訴願審議委員會駁回周碧雲訴願定讞。